# Фигеро, Ана
Ана Фигеро (исп. Ana Figuero; 19 июня 1907, Сантьяго, Чили — 1970, там же) — чилийский педагог, феминистка, политическая активистка и правительственный чиновник.

## Биография
Ана Фигеро родилась в Сантьяго 19 июня 1907 года в семье Мигеля Фигеро Реболледо и Аны Гахардо Инфанте. Она училась в Чилийском университете и окончила его в 1928 году. В том же году она стала профессором английского языка. Затем она работала директором Liceo San Felipe в 1938 году и Liceo de Temuco в 1939 году. Затем она продолжила своё обучение в США в Педагогическом колледже Колумбийского университета в 1946 году и Государственном колледже Колорадо (Грили) в 1946 году. С 1947 по 1949 год она была генеральным руководителем в области среднего образования Чили. В 1948 году она выступила за всеобщее избирательное право в вопросах президентства Чилийской федерации женских учреждений (исп. Federación Chilena de Instituciones Femeninas), что постепенно было достигнуто между 1931 и 1952 годами. С 1949 по 1950 год она возглавляла женское бюро министерства иностранных дел.
Она преподавала психологию в университетской школе социальных работников. Она также была журналистом в Social Periodística del Sur (c исп. — «Социальная журналистика Юга»). Между 1950 и 1952 годами она представляла Чили в качестве «полномочного министра» на Третьей Генеральной Ассамблее Организации Объединенных Наций. Она была посланником в комиссиях по правам человека. Она также была президентом Комитета по социальным, культурным и гуманитарным вопросам. В 1952 году она участвовала в Совете Безопасности ООН. Затем она была представлена на нескольких ключевых должностях в ООН, включая рассмотрение вопросов, связанных с беженцами из всех регионов мира. В том же году она стала помощником генерального директора Международной организации труда, занимаясь вопросами женщин. Она также работала в МОТ заместителем Генерального секретаря на нескольких совещаниях Ежегодной конференции и участвовала во многих региональных конференциях.
Фигеро была первой женщиной, возглавившей комитет Генеральной Ассамблеи ООН; первая женщина в Совете Безопасности ООН и Управлении ООН по вопросам разоружения; и первая женщина, занявшая должность помощника генерального директора Международной организации труда. Фигеро ушел на пенсию из МОТ во второй половине 1967 года по причине плохого здоровья. Она умерла в 1970 году. После её выхода на пенсию, на заседании Руководящего совета и после её смерти многие из её коллег почтили её память. Она написала книгу Educación sexual (с исп. — «Половое воспитание»).